# Terastia margaritis
Terastia margaritis là một loài bướm đêm trong họ Crambidae.